# Francesco Gianni
Francesco Gianni est un poète italien, né dans les États romains le 14 novembre 1750 et mort à Paris le 17 novembre 1822.

## Biographie
Il appartient à une famille peu aisée et est mis en apprentissage chez un tailleur. Ces occupations manuelles ne peuvent éteindre son goût inné pour la poésie, et l’on raconte[Qui ?] qu’en travaillant il avait toujours près de lui un volume de la Jérusalem du Tasse ou du Roland furieux de L'Arioste. Le jeune apprenti ne tarde pas à abandonner le métier de tailleur pour celui d’improvisateur. Les succès qu’il obtient dans la Romagne se renouvellent à Gênes, et il est déjà connu comme poète lorsqu’il obtient, en 1796, à Milan, un emploi de la république Cisalpine.
C’est de cette époque que datent ses scandaleuses polémiques avec Monti, ou tous deux se prodiguent à l’envi les plus basses injures. Ardent républicain, Gianni, devenu membre du Corps législatif de la république Cisalpine, doit fuir, en 1799, les vengeances de la réaction, un instant victorieuse avec Souvorov. Il se réfugie en France, où grâce à ses prouesses d'improvisateur avec Marco Faustino Gagliuffi, il obtient plus tard de Napoléon, par la protection de Mme de Brignole, une pension de 6 000 fr avec le titre d’improvisateur impérial.
C’était chez le Génois Corvetto, alors conseiller d’État à Paris, que Gianni, au milieu d’une nombreuse et brillante assistance, donne ses fameuses séances d’improvisation et traduit immédiatement en beaux vers les bulletins de victoire qu’on décachette devant lui. Les hymnes qu’il a composés dans ces circonstances obtiennent du public le meilleur accueil et sont, pour la plupart, imprimés en italien, avec la traduction française en regard. Les poésies qu’il adresse à Mme de Brignole, à l’occasion de son voyage à Gênes, où il l’accompagne, sont jointes à quelques canzoni érotiques, traduites en français et publiées à Paris en 1813.
La chute de Napoléon ne prive pas Gianni de la pension qu’il lui avait accordée ; mais, après la perte de sa protectrice, Mme de Brignole, morte en 1815, à la cour de Marie-Louise, il s’adonne à la poésie religieuse.
La meilleure part de son œuvre littéraire est un recueil de poésies galantes, érotiques, héroïques et républicaines (Milan, 1807, 5 vol. in-8°).